# Yvette d'Entremont
Yvette d'Entremont, ook wel bekend als SciBabe, is een Amerikaanse publieke spreker, wetenschapsblogger en voormalig chemisch analist. Ze heeft forensisch onderzoek en toxicologie gestudeerd. Haar blog, SciBabe, is gewijd aan het "rechtzetten van misinformatie over wetenschap, voedsel en voeding." Ze streeft ook naar het ontkrachten van onwaarheden in het alternatieve circuit, de anti-vaccinatiebeweging en de anti-GMO-beweging.

## Biografie
d'Entremont is geboren in Newburyport in de staat Massachusetts en groeide op in de staat New Hampshire. Ze woont momenteel in Oakland in de staat Californië. Ze heeft een bachelordiploma in theater en scheikunde en een masterdiploma in forensische wetenschap. Ze is cum laude afgestudeerd aan het Emmanuel College in Massachusetts.
Toen d'Entremont begon te lijden onder wat ze omschreef als "de ergst hoofdpijn in mijn hele leven", die wel acht maanden duurde voordat ze ervanaf raakte, heeft ze allerlei middeltjes en diëten geprobeerd, inclusief veganisme en alleen maar biologische voeding. Geen van al deze dingen hielp haar totdat ze uiteindelijk de juiste diagnose (syndroom van Ehlers-Danlos) en de juiste medische behandeling kreeg voor haar toestand. d'Entremont heeft ook coeliakie, een auto-immuunziekte veroorzaakt door de consumptie van gluten. Ze noemt deze ervaringen als haar motivatie om een blogger te worden en dieetmythes te weerleggen.
d'Entremont heeft gewerkt bij Global Systems Technologies (een bedrijf in dienst van het Amerikaanse Ministerie van Binnenlandse Veiligheid), Calloway Labs en Amvac Chemical Corp in de analytische scheikunde en was adjunct-professor bij het Emmanuel College.

## Werk
d'Entremont begon in 2014 met bloggen. Ze is ervan overtuigd dat het gebruik van "bijtende, sarcastische humor" een belangrijke manier is om wetenschap te communiceren en ze is beïnvloed door de stijl van de show Bullshit van het duo Penn & Teller.
In april 2015 schreef d'Entremont op de website Gawker een artikel over Vani Hari (bete bekend als "The Food Babe"), getiteld "The 'Food Babe' Blogger is Full of Shit'". Het artikel werd massaal gedeeld en hierdoor verwierf d'Entremont veel bekendheid. Hoewel het pas haar eerste betaalde schrijfbaan was, kreeg ze naar aanleiding van dit artikel een boekcontract. De focus van het boek is sinds het oorspronkelijke contract verschoven en de publicatie werd in 2019 verwacht.
d'Entremont koos de bijnaam "Science Babe" ("Wetenschapsmeid") in reactie op Vani Haris bijnaam "Food Babe" ("Voedselmeid"). Omdat "Science Babe" al was opgeëist door een ander wetenschapper, Debbie Berebichez, werd de bijnaam uiteindelijk verkort tot "SciBabe." In reactie op kritiek op het woord babe in haar bijnaam zei d'Entremont dat het gaat om wetenschap "herkenbaar en sexy" te maken.
Ervaren wetenschapscommunicators hebben gezegd dat schrijvers zoals d'Entremont een belangrijke rol spelen in het voorlichten van de samenleving door aantrekkelijke en toegankelijke wetenschappelijke informatie. Bioloog Pamela Ronald van de Universiteit van Californië - Davis loofde d'Entremonts gevoel voor humor.
d'Entremont heeft verscheidende "stunt"tests van homeopathische middelen gedaan om aan te tonen dat ze ineffectief zijn of misleidend in hoe ze worden geadverteerd en geëtiketteerd. Een keer dronk ze zes flesjes homoepathische middeltjes die door de CVS Pharmacy-keten werden verkocht als "CVS Constipation Relief", wat op haar geen enkel effect had behalve dat ze dronken werd met een alcoholpromillage dat ver boven de wettelijke bovengrens om te mogen autorijden lag omdat de enige ingrediënten van het product 20% alcohol en water waren. Tijdens een andere demonstratie maakte ze een YouTube-video waarin ze 50 "homeopathische slaappillen" in één keer nam, zonder enig effect.
Momenteel werkt ze als redacteur op de website The Outline en als columnist voor het tijdschrift Self.
d'Entremont is samen met Alice Vaughn ook co-host van de podcast Two Girls One Mic: The Porncast, waarin humoristisch commentaar wordt geleverd op pornografie.

## Prominente toespraken
- Science Babe's Guide to BS Detection op de American Atheists Convention, Memphis, Tennessee, 5 april 2015.[20]
- BS Detection and the Fall of the Food Babe,[21] a.k.a. Feed Your Brain, bij het Center for Inquiry, Los Angeles, 19 april 2015.[22] Vier dagen voorafgaand aan deze presentatie verscheen d'Entremont op de voorpagina van de Los Angeles Times.[5]
- The Business of Being a Guru op de American Atheists Convention, Charleston, South Carolina, 19 augustus 2017.[23] Ook gegeven op LogiCal–LA 2018 in Los Angeles op 10 februari 2018.[24]
- SciBabe's Guide to Surviving Fake News op de American Atheists Convention in Oklahoma City (31 maart – 1 april 2018).[25] Ook gegeven aan de San Jose Atheist Community op 21 maart 2018[26] en op de IT-veiligheidsconferentie Countermeasures in Ottawa (1 – 2 november 2018).

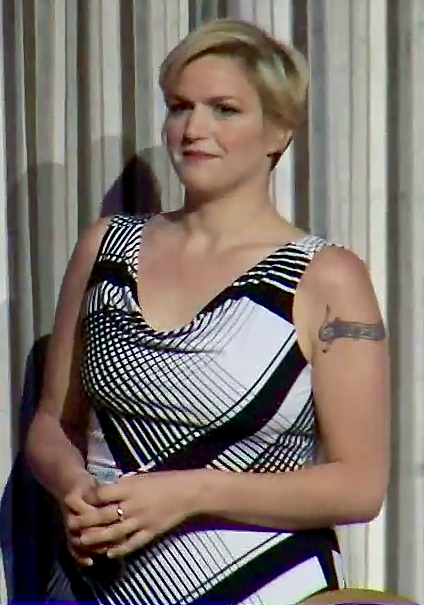
American Atheists 2015 National Convention
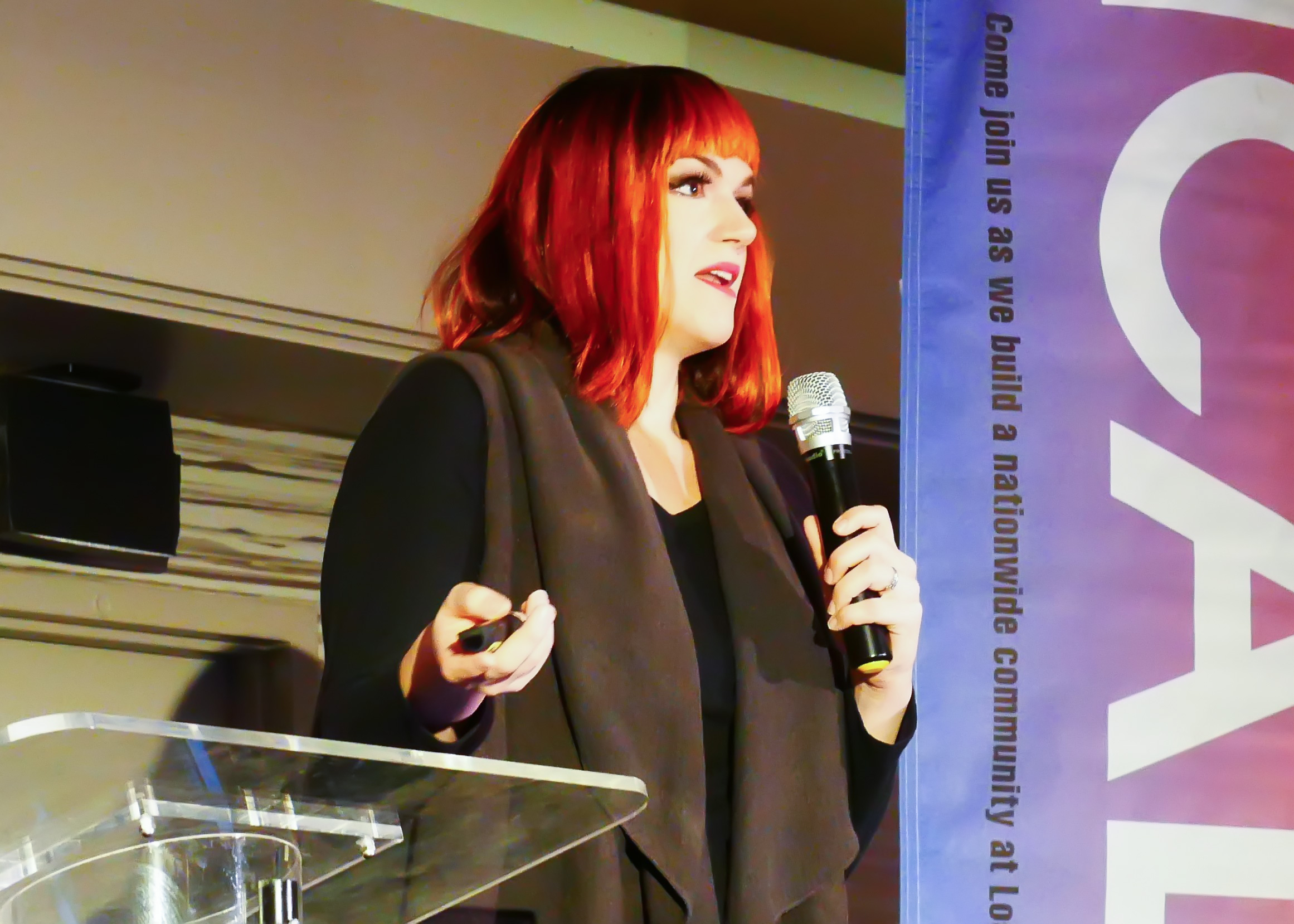
"The business of being a guru" februari 2018
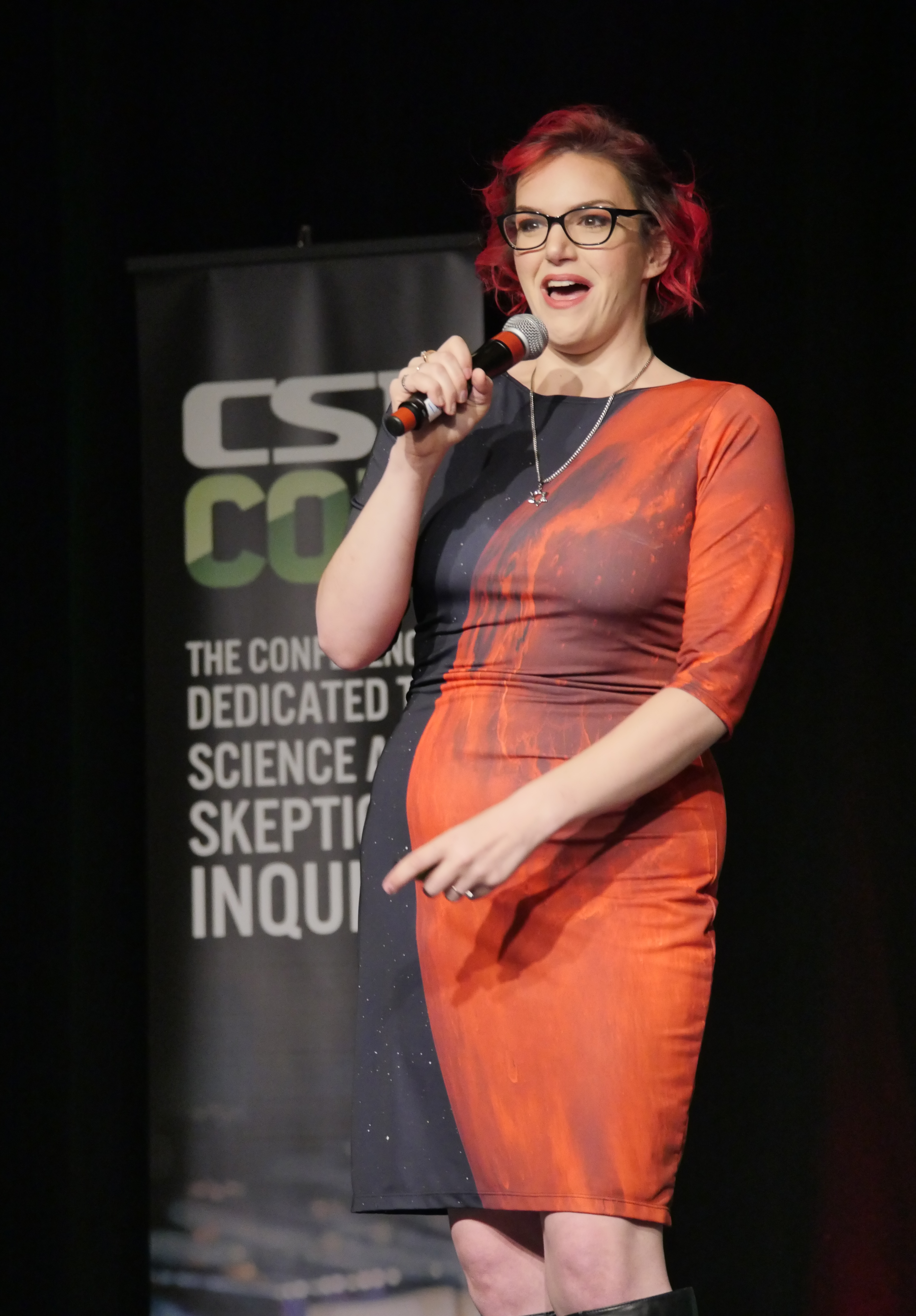
CSICon 2018 "SciBabe's Guide to Surviving Fake News"